# Reggenza di Buton Settentrionale
La reggenza di Buton Settentrionale (in indonesiano: Kabupaten Buton Utara) è una reggenza dell'Indonesia, situata nella provincia di Sulawesi Sudorientale.